# Sorcerer (саундтрек)
Sorcerer — саундтрек немецкой группы электронной музыки Tangerine Dream к фильму «Колдун», выпущенный отдельным альбомом в 1977 году на лейбле MCA Records.
Это была первая работа группы для кино, за которой последовало свыше 25 саундтреков, подавляющее большинство из которых написано для фильмов 1980-х годов.

## Характеристика
Зловещая электроника трио стала источником вдохновения для режиссёра Уильяма Фридкина в начале работы над фильмом «Колдун». По словам самого режиссёра, если бы он знал о группе раньше, он бы использовал её музыку и в своём фильме «Изгоняющий дьявола».
Без сомнения, это лучший саундтрек Tangerine Dream. Используя материал, близкий предыдущим своим работам Rubycon и Stratosfear (много секвенсоров, электронных арпеджиаторов для ритмической поддержки мелодии, меллотрона и аналоговых синтезаторов), группа написала очень мрачную и депрессивную музыку. Открывающий альбом «Main Title» бросает слушателя в страшное приключение. Менее экспериментальные, чем первый, но вызывающие не меньшую дрожь, остальные треки творят длинное и эпическое путешествие в незнаемое. В целом не столь впечатляющая, как другие работы Tangerine Dream, эта пластинка тем не менее также достойна изучения.

## Признание
В британском чарте альбомов Sorcerer достиг 25-го места и продержался там 7 недель, заняв по общему объёму продаж в Великобритании третье место среди всех альбомов группы.

## Список композиций
Вся музыка написана Эдгаром Фрёзе, Кристофером Франке и Петером Бауманом.
| №  | Название      | Длительность |
| -- | ------------- | ------------ |
| 1. | «Main Title»  | 5:28         |
| 2. | «Search»      | 2:54         |
| 3. | «The Call»    | 1:57         |
| 4. | «Creation»    | 5:00         |
| 5. | «Vengeance»   | 5:32         |
| 6. | «The Journey» | 2:00         |

| №  | Название                    | Длительность |
| -- | --------------------------- | ------------ |
| 1. | «Grind»                     | 3:01         |
| 2. | «Rain Forest»               | 2:30         |
| 3. | «Abyss»                     | 7:04         |
| 4. | «The Mountain Road»         | 1:53         |
| 5. | «Impressions of Sorcerer»   | 2:55         |
| 6. | «Betrayal (Sorcerer Theme)» | 3:38         |

## Музыканты
- Эдгар Фрёзе — гитары, меллотрон, фортепиано, синтезаторы
- Кристофер Франке — синтезатор Муга, меллотрон, секвенсоры
- Петер Бауман — синтезаторы, секвенсоры, фортепиано, меллотрон

## Позиции в хит-парадах
Еженедельные чарты:
| Хит-парад (1977)                 | Высшая позиция | Пребывание в чарте |
| -------------------------------- | -------------- | ------------------ |
| Великобритания (UK Albums Chart) | 25             | 7 недель           |
| США (Billboard Top LP’s & Tape)  | 153            | 6 недель           |